# سيتوكاي ياكويندومو
سيتوكاي ياكويندومو (باليابانية: 生徒会役員共، بالروماجي: Seitokai Yakuindomo) وتعني «أعضاء مجلس الطلبة»، هي سلسلة مانغا يونكوما شونن قام بتأليفها ورسمها توزِن أُجييه. بدأت سلسلتها في إصدار يونيو 2007 من ماغازين سبيشال لكودانشا ونُشرت في تلك المجلد حتى إصدار يوليو 2008، حيث نُقلت بعد ذلك لمجلة كودانشا الأخرى، شوكان شونن ماگازين في سبتمبر 2008، واستمر نشرها فيها منذ ذلك الحين. تُجمع وتُنشر الفصول في مجلدات مجموعة من قِبل كودانشا، مع إصدار عشرة مجلدات بحلول مايو 2014 في اليابان. بُثَّت نسخة أنمي بثلاث عشرة حلقة من إنتاج غو هاندز في اليابان على تي في كاناگاوا من 4 يوليو حتى 26 سبتمبر 2010. أُنتج موسم أنمي تلفزيوني ثانٍ في يناير 2014، بثلاث عشرة حلقة أيضاً.

## الحبكة
تاكاتوشي تسودا يلتحق بأكاديمية أوساي التي، بسبب انخفاض معدلات المواليد، حولت من مدرسة للفتيات فقط إلى مدرسة مختلطة (بنسبة 28 ذكراً:524 أنثى). في يومه الأول، تم ضمه مجبَراً إلى مجلس الطلبة كنائب الرئاسة والممثل الذكر الوحيد. تتبع القصة تسودا ومجلس الطلبة أثناء تفاعلهم مع بعضهم البعض ومع زملائهم الآخرين.

### الشخصيات

#### تاكاتوشي تسودا
تاكاتوشي تسودا (باليابانية: 津田 タカトシ، بالروماجي: Tsuda Takatoshi) هو الشخصية الرئيسية في القصة. اختار الالتحاق بمدرسة كانت للفتيات فقط لمجرد كونها قريبة من منزله. في يومه الأول في المدرسة، تم ضمه مجبراً لمجلس الطلبة كنائب الرئيسة وممثل الذكور. عادة ما يقوم بدور الرجل المستقيم تجاه شينو وأريا، اللتين، إلى جانب فتيات أخريات في المدرسة، تقومان عادة بتعليقات منحرفة وتلميحات جنسية؛ وقد اعتاد على الوضع لدرجة شعوره بالغرابة عندما لا تقومان بقول نكات كتلك. قام شينتارو أسانوما بتمثيل صوته.

#### شينو أماكسا
شينو أماكسا (باليابانية: 天草 シノ، بالروماجي: Amakusa Shino) ظهرت لأول مرة في القصة كطالبة في السنة الثانية ورئيسة مجلس الطلبة. جادة ومجتهدة، متفوقة في الدراسة، ومشهورة جداً بين طلاب وطالبات المدرسة. مع ذلك، ففي أغلب الأحيان دائماً ما تفكر بأشياء منحرفة. أشارت إلى أن أحد أسبابها الأصلية لاهتمامها بتاكاتوشي حتى تكون قادرة على مراقبته في حصص التربية الصحية والبدنية. تخاف المرتفعات والحشرات، وصدرها الصغير إلى حد ما يجعلها منشغلة بذاتها، خاصة عندما تقارن نفسها بأريا. عادة ما تُرى تقوم بأمور شبيهة بالزوجية مع تاكاتوشي مثل المشي معه، التشارك معه تحت مظلة أو تنظيف شمع أذنه، لكنها تشعر بالإحراج كل مرة يقول فيها تاكاتوشي شيئاً ما يمكن تفسيره كرومانسي. وفقاً لصديقة طفولتها ميساكي أمانو، فقد كانت شينو رئيسة مجلس الطلبة في مدرستها السابقة. قامت يوكو هيكاسا بتمثيل صوتها.

#### أريا شيتشيجو
أريا شيتشيجو (باليابانية: 七条 アリア، بالروماجي: Shichijō Aria) هي أمينة مجلس الطلبة وفي نفس سنة شينو؛ وهما صديقتان حميمتان. أريا من عائلة غنية وأكثر الشخصيات نضجاً في المظهر. مع ذلك، فهي ذات عقل منحرف جداً؛ مثل شينو، تقوم بتحريف كل كلمة وفكرة إلى شيء جنسي. لأنه غنية ومدللة بشكل مفرط، فقد تكون بلهاء اجتماعياً: فمثلاً، تقف أمام باب وتتوقع منه أن ينزلق، أو تقف أسفل السلالم كأنها تركب سلماً متحركاً. رغم هذا، فهي ذكية دراسياً حيث أنها في المركز الثاني، مباشرة بعد شينو، في اختبارات منتصف الفصل في سنة صفها. صدرها أكبر من شينو، مما يسبب للأخيرة الانشغال بالذات. قامت ساتومي ساتو بتمثيل صوتها.

#### سوزو هاغيمورا
سوزو هاغيمورا ((باليابانية: 萩村 スズ، بالروماجي: Hagimura Suzu) تُلفَظ هاگيمُرا سوزو)، هي أمينة صندوق مجلس الطلبة وفي نفس سنة تاكاتوشي. تصف نفسها كطالبة عائدة من الخارج بنسبة ذكاء 180، وتستطيع القيام بحسابات ذات 10 أرقام داخل رأسها، ومتحدثة بلغات عديدة بما فيها الإنجليزية، لكنها حساسة جداً بشأن قامتها القصيرة وبالتالي، فطولها يجعلها تبدو كطالبة في المرحلة الابتدائية، بالرغم من أنها في ال16 من عمرها في بداية السلسلة. العديد من النكات تنطوي على طولها أو مظهرها الطفولي؛ تثور غضباً متى ما ذُكرت هكذا موضوعات. في حالة محادثة بين عدة شخصيات، هناك نكتة حيث يظهر أعلى رأسها فقط، أو تعليق وسهم يشير لمكانها. قامت سايوري ياهاغي بتمثيل صوتها.

#### شخصيات أخرى
- رانكو هاتا (باليابانية: 畑 ランコ، بالروماجي: Hata Ranko) هي رئيسة نادي الصحافة في المدرسة، تحب التقاط الصور لأعضاء مجلس الطلبة لبيعها في أرجاء المدرسة، عادة بدون إذن الذين تصورهم، إلا أنها عادة ما يُقبَض عليها بسلوكها الغريب. عندما تقوم بمقابلة، تحب تحريف الردود إلى شيء قذر أو منحرف، مع كون تاكاتوشي هدفها المعتاد. خالية من التعابير، وذات صوت رتيب جامد في الأنمي، المختلفة بوضوح عن طبع الفتيات الأخريات الاهتياجي. قامت ساتومي أراي بتمثيل صوتها.[6]
- موتسومي ميتسوبا (باليابانية: 三葉 ムツミ، بالروماجي: Mitsuba Mutsumi) هي زميلة تاكاتوشي التي أنشأت نادي جودو في بداية السلسلة. مخلصة في قيادة ناديها، لكنها أيضاً بسيطة التفكير.[3] بدأت بالانجذاب نحو تاكاتوشي لاحقاً في السلسلة و، بالرغم من إمكانياتها المميزة وحبها للفنون القتالية، صرحت بأن حلمها هو ببساطة أن تصير عروساً؛[5] في إحدى المرات، جمعت اسم عائلته «تسودا» (津田) مع اسمها الأول «موتسومي» (ムツミ). بسبب طبيعتها العذراء النقية، غالباً ما تفوت التلميحات المنحرفة من أريا وشينو.[7] قامت تشياكي أوميغاوا بتمثيل صوتها.[6]
- ناروكو يوكوشيما (باليابانية: 横島 ナルコ، بالروماجي: Yokoshima Naruko) هي معلمة في ثانوية أوساي ومستشارة مجلس الطلبة. منحرفة للغاية، أكثر من شينو وأريا، وتسعى وراء الفتيان الأصغر سناً بقوة، بمن فيهم طلابها الذكور.[3] في الأنمي، تقوم بتعليم الإنجليزية، ووفقاً للظاهر، فمنهجها الدراسي أغلبه يتضمن محتوً منحرفاً.[3] ينظر إليها أعضاء مجلس الطلبة كغير جديرة بالثقة وعديمة النفع كمربية. قامت يو كوباياشي بتمثيل صوتها.
- كوتومي تسودا (باليابانية: 津田 コトミ، بالروماجي: Tsuda Kotomi) هي أخت تاكاتوشي الصغرى، التي التحقت لاحقاً بثانوية أوساي في السنة التالية. فتاة مبتهجة، حريصة ومهتمة بالآخرين، لكنها فضولية ومتحمسة تجاه الأمور الجنسية، كما في عمل أُجييه السابق أختي الصغرى في مرحلة البلوغ (باليابانية: 妹は思春期، بالروماجي: Imōto wa Shishunki).[3] في إحدى الحلقات، أحضرت هي وشينو كلتاهما مانغا للبالغين لتاكاتوشي عندما كان مريضاً.[3] مقربة جداً من أخيها، لكن تعليقاتها غالباً ما تفترض أنهما في علاقة سفاح قربى، مما يحبط تاكاتوشي. مع ذلك، فهي متأقلمة مع الفتيات الأخريات ودائماً ما تسأل وتطلب المساعدة منهن باستمرار. قامت أسامي شيمودا بتمثيل صوتها.[4][6]
- كايدي إيغاراشي ((باليابانية: 五十嵐 カエデ، بالروماجي: Igarashi Kaede)، وتُلفَظ إيگاراشي كايدِه) هي رئيسة لجنة التأديب في ثانوية أوساي. تمتلك حساً قوياً بالعدالة والأخلاق، لكن لديها خوفاً شديداً من الذكور حيث أنها لم تتوقع أن تُحوَّل المدرسة إلى مختلطة عندما التحقت بها.[م 1] قامت إيميري كاتو بتمثيل صوتها.
- ساياكا ديجيما (باليابانية: 出島 サヤカ، بالروماجي: Dejima Sayaka)، هي خادمة أريا الشخصية. حريصة جداً على سلامة أريا، وتحمل المفتاح لحزام عفتها. لديها شهوة لأي شيء لمسته أو لبسته أريا، وكذلك الملابس الداخلية غير المغسولة عموماً. قامت موتسومي تامورا بتمثيل صوتها.
- نيني تودوروكي ((باليابانية: 轟 ネネ، بالروماجي: Todoroki Nene)، تُلفَظ تودوروكي نِنِه)، صديقة سوزو وعضوة في نادي أبحاث الآليين. منحرفة مثل بقية الفتيات، حيث غالباً ما تضع هزازاً خلال ساعات المدرسة، أو تظهر وهي تعمل على أجهزة مثله في ناديها. قامت هيكيرو شينا بتمثيل صوتها.[6]
- توكي ((باليابانية: 時さん، بالروماجي: Toki-san)، ملقبة بتوكّي (باليابانية: トッキー، بالروماجي: Tokkī))، هي أولى صديقات كوتومي في الثانوية. توكي تبدو ظاهرياً كالجانحين، لكنها في الواقع خرقاء ولاتظهر أية علامات تدل على العدوانية؛ في الواقع، السبب الوحيد لتركها قميصها طليقاً كان لأنها وضعته بالخطأ داخل ملابسها الداخلية في أحد الأيام وشعرت بالإحراج بسبب ذلك. توكي مشتتة الذهن نوعاً ما حيث ضاعت ووصلت متأخرة عند لقائها مع كوتومي. قامت ميهو هينو بأداء صوتها.[6]
- أُومي ((باليابانية: 魚見، بالروماجي: Uomi)، ملقبة بـ«وومي»)، هي رئيسة مجلس الطلبة في مدرسة إيريو الثانوية القريبة. قُدِّمت عندما زارت مدرستها أوساي لتبادل الأفكار. اكتشفت هي وشينو أنهما متشابهتان كثيراً في الأفكار ولهذا فهما متأقلمتان مع بعضهما. صارت لاحقاً إحدى قريبات تسودا بعد زواج قريبيهما وتصر أيضاً على أن يناديها تاكاتوشي «أونيه-تشان» حيث تناديه «تاكا-كُن». قامت تشيوا سايتو بتمثيل صوتها.[6]

## الإعلام

### المانغا
بدأت سيتوكاي ياكويندومو كمانغا يونكوما من تأليف ورسوم توزِن أُجييه. بدأت المانغا السَّلسلة في إصدار يونيو 2007 من مجلة كودانشا، ماگازين سپيشال واستمرت في تلك المجلة حتى إصدار يوليو 2008، حيث نُقلت بعد ذلك إلى شوكان شونن ماگازين بدءاً بالإصدار ال34 من 2008 الذي بيع في سبتمبر. مجلد تانكوبون الأول أُصدر في 12 أغسطس 2008 تحت دمغة شونن ماگازين كي سي لكودانشا؛ بحلول مايو 2014، تم إصدار 10 مجلدات.

#### قائمة المجلدات
| - الفصول 1–15 من ماگازين سپيشال |

| - الفصول 1–30 من شوكان شونن ماگازين |

| - الفصول 31–60 من شوكان شونن ماگازين |

| - الفصول 61–90 من شوكان شونن ماگازين |

| - الفصول 91–120 من شوكان شونن ماگازين |

| - الفصول 121–150 من شوكان شونن ماگازين |

| - الفصول 151–180 من شوكان شونن ماگازين |

| - الفصول 181–210 من شوكان شونن ماگازين |

| - الفصول 211–241 من شوكان شونن ماگازين |

### الأنمي
مسلسل أنمي ذو 13 حلقة من إنتاج گوهاندز وإخراج هيروميتسو كانازاوا بُثَّ في اليابان في فترة 4 يوليو-26 سبتمبر 2010 على تي ڤي كاناگاوا. بدأ الأنمي البث في تواريخ لاحقة على تشيبا تي ڤي، تي ڤي سايتاما، سان تي ڤي، كيه بي إس، طوكيو إم إكس، تي ڤي آيتشي، وأي تي-إكس. مقطوعتان غنائيتان استُعمِلتا من أجل الأنمي: شارة بداية واحدة، وشارة نهاية واحدة. شارة البداية هي «ياماتو ناديشيكو إيديوكيشن» (باليابانية: 大和撫子エデュケイション، بالروماجي: Yamato Nadeshiko Edyukeishon) لتريبل بوكينگ، وهي مجموعة من الشخصيات من عمل سابق للكاتب، آيدول نو أكاهون، الأصوات ليوكو هيكاسا، ساتومي ساتو وسايوري ياهاگي—ممثلات أصوات شينو، أريا وسوزو. شارة النهاية هي «أوي هارو» (باليابانية: 蒼い春، بالروماجي: Aoi Haru) لأنجيلا. أُصدِرت ستة مغلفات بلو-راي/دي في دي بين 4 أغسطس و27 أكتوبر 2010. مشاهد معينة في الأنمي روقبت من أجل البث التلفزيوني، لكن إصدارات البلو-راي/دي في دي تحتوي خيار تشغيل أو إيقاف معظم الرقابات. حلقات أوفا الأنمي قُدِّمت مع الإصدارات المحدودة من مجلدات المانغا، بدءاً بالمجلد الخامس الذي صدر في 15 أبريل 2011. أُصدِرت الأوفا مع حزم الإصدارات المحدودة من المانغا وكفيديوهات مستقلة أيضاً. أُنتِجت الأوفا أيضاً من قبل گوهاندز وحلقاتها مرقمة كما لو أنها تتابع مسلسل الأنمي. موسم أنمي تلفزيوني ثانٍ بعنوان سيتوكاي ياكويندومو * (生徒会役員共*) بدأ عرضه في 4 يناير 2014. شارة البداية للموسم الثاني هي هانا ساكُ☆سايكيوه رِجِندو ديز (باليابانية: 花咲く☆最強レジェンドDays، بالروماجي: Hana Saku☆Saikyō Regendo Deizu) لتريبل بوكينگ، وشارة النهاية هي ميراي نايت (باليابانية: ミライナイト، بالروماجي: Mirai Naito) لساتومي ساتو.
برنامج راديو إنترنت بعنوان أنمي 'سيتوكاي ياكويندومو' گا زِنبُ واكارُ راديو، رياكُشتِه زِنرا! (باليابانية: アニメ『生徒会役員共』が全部わかるラジオ、略して全ラ!، بالروماجي: Anime 'Seitokai Yakuindomo' ga Zenbu Wakaru Rajio, Ryakushite Zenra!) من إنتاج أنيميت تي ڤي بدأ بثه على الإنترنت في 14 يوليو 2010 لدعم المسلسل التلفزيوني. العرض لا يملك أي مضيفين ثابتين، لكن أعضاء طاقم التمثيل يتبادلون دور استضافة البرنامج كل أسبوع.

#### المسلسل التلفزيوني (2010)
| م. في المسلسل | م. في الموسم | العنوان | تاريخ العرض الأصلي |
| --- | ------------ | --- | ------------------ |
| 01 | 01           | "تحت شجرة الكرز" "Sakura no Ki no Shita de" (桜の木の下で)                                                                          | 4 يوليو 2010       |
| 01 | 01           | "هل سأشعر بهذا الشعور كل مرة؟" "Maikai Tsuzuku no Kono Kanji?!" (毎回続くのこの感じ?!)                                              | 4 يوليو 2010       |
| 01 | 01           | "في الوقت الحالي، فلنحاول التعري" "Toriaezu Nuide Miyō ka" (とりあえず脱いでみようか)                                               | 4 يوليو 2010       |
| تاكاتوشي تسودا، في أول أيامه في المرحلة الثانوية، يتم ضمه إلى مجلس طلبة ثانوية أوساي كنائب الرئيسة. شينو تأخذه في جولة حول المدرسة. يمرون ببعض قواعد المدرسة ويبدؤون بصندوق اقتراحات. هاتا تقيم مقابلة مع شينو من أجل صحيفة المدرسة، لكن العملية تبدو مشابهة لتلك التي في الإيروغي. |              | |                    |
| 02 | 02           | "على فكرة، هل أنت S أم M؟" "Toki ni Kimi wa Esu ka Emu ka?" (時に君はSかMか?)                                                       | 11 يوليو 2010      |
| 02 | 02           | "في تلك الحالة، فسأختبر قدرتك تلك" "Naraba Kimi no Sono Chikara o Tamesasete Moraō" (ならば君のその力を試させてもらおう)            | 11 يوليو 2010      |
| 02 | 02           | "هذا الشيء خاصتك الذي يتألق بريقاً، ما هو؟" "Kirakira to Kagayaku Koitsu wa Onushi no Nan da?" (きらきらと輝くこいつはお主のなんだ?) | 11 يوليو 2010      |
| موتسومي تطلب من تاكاتوشي المساعدة لإنشاء نادي للجودو. تاكاتوشي يطلب من الفتيات مساعدته في الدراسة. الظهور الأول للمعلمة يوكوشيما. المجلس ينظف غرفة مليئة بمعدات المستودع. أريا تقلق بشأن المطاردين الليليين.                                                                        |              | |                    |
| 03 | 03           | "حتى أنا أعترف أنه ملفوف جيداً" "Ware nagara Migoto na Tsutsumi Guai da" (我ながら見事な包み具合だ)                                  | 18 يوليو 2010      |
| 03 | 03           | "أيتها الرئيسة! افتحي ثنيتكِ أكثر!" "Kaichō! Motto Suso o Hirogechatte Kudasai!" (会長! もっと裾を広げちゃってください!)             | 18 يوليو 2010      |
| 03 | 03           | "هل اكتفيت بالفعل!؟" "Mō Manpuku na no ka!?" (もう満腹なのか!?)                                                                     | 18 يوليو 2010      |
| شينو وأريا تذهبان إلى كيوتو من أجل رحلة صفهما. تاكاتوشي يحاول إنهاء عمله لمجلس الطلبة لكنه مشوش بسبب طلبات كوتومي. سوزو تدعو تاكاتوشي لمنزلها. |              | |                    |
| 04 | 04           | "لذا أرتدي ملابس بشكل غير مرتب في الأماكن الخفية" "Dakara Mienai Tokoro de Kikuzushite Iru" (だから見えないところで着崩している)    | 25 يوليو 2010      |
| 04 | 04           | "تهانينا" "Omedetā" (おめでたー) | 25 يوليو 2010      |
| 04 | 04           | "إذا فلا بأس بالنسبة لي هكذا" "Dakara Watashi wa Koko Made de Ii" (だから私はここまででいい)                                        | 25 يوليو 2010      |
| شينو تعود بهدايا للجميع. مواضيع خبر البطيخ، الحليب، الجو الحار والاستشارة، المجلس يحتفل بعيد ميلاد شينو. بعد ذلك، تاكاتوشي يتشارك مظلته مع شينو. |              | |                    |
| 05 | 05           | "يجب أن أركض بخبز في فمي أيضاً!" "Oshiri, Taihen desho?" (お尻、大変でしょ?)                                                         | 1 أغسطس 2010       |
| 05 | 05           | "أنا محبط وحسب!" "Yokkyū Fuman na dake da!" (欲求不満なだけだ!)                                                                     | 1 أغسطس 2010       |
| 05 | 05           | "Watashi mo Pan o Kuwaete Tōkō Shinakya!" (私もパンをくわえて登校しなきゃ!)                                                         | 1 أغسطس 2010       |
| تاكاتوشي يصاب بالزكام ويتلقى زيارة من شينو، التي تُفسَّر أفعالها خطأً من قبل أخت تاكاتوشي الصغرى كوتومي. لاحقاً، يجب على شينو تفي بتعهدها بأن تُصوَّر في حوض السباحة. أريا تطلب من شينو النصح من أجل عشقها. يوكوشيما تحاول حبس تاكاتوشي في صف غير مستعمل. المجلس ينشأ صفحة ويب.             |              | |                    |
| 06 | 06           | "تسودا-كُن لن يقرأها، بل سيستعملها!" "Tsuda-kun wa Yomanai wa! Tsukau no yo!" (津田くんは読まないわ! 使うのよ!)                      | 8 أغسطس 2010       |
| 06 | 06           | "إن كان هناك قاع، فلا بد أن تكون هناك قمة!" "Uke ga Aru nara Seme ga Aru darō!" (受けがあるなら攻めがあるだろー!)                   | 8 أغسطس 2010       |
| 06 | 06           | "لا، ارتدي بعض الملابس" "Iya, Fuku wa Kite Koi" (いや、服は着て来い)                                                                | 8 أغسطس 2010       |
| المجلس يحقق في بعض أساطير المدرسة المخيفة. يوكوشيما تظهر للمجلس مجلة إباحية صادرتها. المجلس يزور نادي موتسومي للجودو. شينو تصاب بالفواق. المجلس يستعد ليوم في الشاطئ. |              | |                    |
| 07 | 07           | "إنه يكبر تدريجياً" "Dandan Ōkiku natteku wa" (だんだん大きくなってくわ)                                                             | 15 أغسطس 2010      |
| 07 | 07           | "تسودا-كُن هو حب الصبيان" "Tsuda-kun wa Bōizu Rabu" (津田君はボーイズラブ)                                                           | 15 أغسطس 2010      |
| أعضاء المجلس يقضون يوماً في الشاطئ، وليلة في نُزل. |              | |                    |
| 08 | 08           | "أوه؟! أنتِ سروال الفراولة من هذا الصباح!" "A?! Omae wa Asa no Ichigo Pantsu!" (あ?!お前は朝のイチゴパンツ!)                         | 22 أغسطس 2010      |
| 08 | 08           | "جنس العذراوات قد يصير شعبياً" "Fudeoroshi ga Hayaru kamo Shiren" (筆おろしが流行るかもしれん)                                       | 22 أغسطس 2010      |
| 08 | 08           | "سوف أقاتل من أجل الآخرين!" "Minna no Bun made Watashi ga Tatakau!" (みんなの分まで私が戦う!)                                       | 22 أغسطس 2010      |
| المجلس يخطط لمسابقات مهرجان الرياضة. سوزو تزور منزل تاكاتوشي وتلتقي كوتومي. شينو خائفة بسبب دخول حشرة لغرفة المجلس. رئيسة لجنة التأديب كايدي إيگاراشي تقابل مجلس الطلبة بشأن نشاطاتهم في النُزل. عندما أُصيبت إحدى عضوات نادي الجودو، تطوعت شينو لأخذ مكانها.                         |              | |                    |
| 09 | 09           | "بكم ستشترونها؟" "Ikura de Kaimasu?" (いくらで買います?)                                                                            | 29 أغسطس 2010      |
| 09 | 09           | "هكذا إذاً! لا علاقة لنا! بذلك!" "Naruhodo! Kankei Nai na! Oretachi!" (なるほど!関係ないな!俺たち!)                                  | 29 أغسطس 2010      |
| 09 | 09           | "فنزويلا" "Benezuera" (ベネズエラ)                                                                                                  | 29 أغسطس 2010      |
| أعضاء المجلس يستعدون لمهرجان الرياضة. تاكاتوشي يكتب قصة مؤثرة للغاية. أعضاء المجلس يشاركون في أحداث متنوعة في يوم الرياضة من أجل صفهم، ومن ثم كفريق من أجل سباق التتابع للمجموعات.                                                                                                  |              | |                    |
| 10 | 10           | "الخادمة رأته! (حذف) القذر لهذه السيدة الشابة" "Meido wa Mita! Ojō-sama no Midara na (Ryaku)" (メイドは見た!お嬢様の淫らな(略))     | 5 سبتمبر 2010      |
| 10 | 10           | "أنا لا أملك أية تجهيزات مخفية كتلك" "Ore ni Sonna Kyara Settei wa Nai" (俺にそんなキャラ設定はない)                                | 5 سبتمبر 2010      |
| 10 | 10           | "إن كان جيداً معك، فسأواعدك" "Watashi de Yokereba Tsukiau ga" (私でよければ付き合うが)                                               | 5 سبتمبر 2010      |
| أعضاء المجلس يزورون منزل أريا ويلتقون خادمتها ديجيما. تاكاتوشي يرى مراسلة المدرسة هاتا تقوم بنشاطاتها اليومية. المدرسة تقوم باحتفال ثقافي. |              | |                    |
| 11 | 11           | "لم أرَ ظاهرة طبيعية كهذه من قبل" "Konna Seiri Genshō Mita Koto ga Nai" (こんな生理現象見た事がない)                                 | 12 سبتمبر 2010     |
| 11 | 11           | "هل يُفضَّل أن أرتدي ملابسي الداخلية؟" "Shitagi mo Tsuketa Hō ga Ii?" (下着もつけたほうがいい?)                                        | 12 سبتمبر 2010     |
| 11 | 11           | "رغبات سانتا الجنسية" "Santa-san no Seiheki"                                                                                        | 12 سبتمبر 2010     |
| تاكاتوشي يساعد كوتومي من أجل مقابلات ثانوية أوساي. نكات عشوائية عن الجو البارد، وسوء الفهم. أعضاء المجلس ينظفون غرفة المجلس، ومن ثم يحتفلون بعيد الميلاد في منزل أريا للعطلة. |              | |                    |
| 12 | 12           | "إنه محرج عادة" "Ippanteki na Hajirai desu" (一般的な恥じらいです)                                                                  | 19 سبتمبر 2010     |
| 12 | 12           | "الأزياء المدرسية تكون أفضل نصف مخلوعة" "Seifuku wa Han Nugi ga Sōba da yo" (制服は半脱ぎが相場だよ)                                | 19 سبتمبر 2010     |
| 12 | 12           | "هل كانت تلك طريقتك في الافتضاحية؟" "Kimi nari no Roshutsu Purei ja Nakatta no ka?" (君なりの露出プレイじゃなかったのか?)           | 19 سبتمبر 2010     |
| مجلس الطلبة يحتفل بالسنة الجديدة. يوكوشيما تصاب بالزكام. تاكاتوشي يستلم شوكولاتة في يوم عيد الحب. كوتومي تقوم باختبارات ومقابلة القبول لأوساي. |              | |                    |
| 13 | 13           | "سيتوكاي ياكويندومو! شكراً!" "Seitokai Yakuindomo! Otsu!" (生徒会役員共!乙!)                                                         | 26 سبتمبر 2010     |
| المجلس يزور نادي أبحاث الآليين. نكات أكثر عن الحياة المدرسية اليومية. كوتومي تمشي للمدرسة أثناء عرض التأمينات. المجلس يلخص أبرز اللقطات من المسلسل بقليل من الأحداث المحرفة. |              | |                    |

#### أوفا (2011-2013)
| م. في المسلسل | م. في الموسم | العنوان | تاريخ العرض الأصلي                        |
| --- | ------------ | --- | ----------------------------------------- |
| 14 | 1            | "أعضاء مجلس الطلبة قد عادوا" "Kaettekita Seitokai Yakuindomo" (帰ってきた生徒会役員共)                                                                                    | 15 أبريل 2011 (مع مجلد المانغا ال5 إ.م.)  |
| 15 | 2            | "أخ كبير نصف بذيء" "Hanpanai Aniki" (はんぱない兄貴) | 17 نوفمبر 2011 (مع مجلد المانغا ال6 إ.م.) |
| 15 | 2            | "أعضاء مجلس طلبة المدرسة الابتدائية" "Jidoukai Yakuindomo" (児童会役員共)                                                                                                 | 17 نوفمبر 2011 (مع مجلد المانغا ال6 إ.م.) |
| 16 | 3            | "شعور مثل السماء الزرقاء، الرئيسة زرقاء" "Kibun ha Aozora, Kaichō ha Burū" (気分は青空 会長はブルー)                                                                      | 25 أبريل 2012                             |
| 16 | 3            | "الخطر الكبير شعور رائع" "Hai Risuku ga Kimochiii" (ハイリスクが気持ちいい)                                                                                               | 25 أبريل 2012                             |
| 16 | 3            | "شارة الزي" "Dōgi no Kunshō" (道着の勲章) | 25 أبريل 2012                             |
| 16 | 3            | "اجتماع أوساي-إيريو المشترك" "Ōsai-Eiryō Gakuen Kōryūkai!" (桜才・英稜 学園交流会!)                                                                                       | 25 أبريل 2012                             |
| أيضاً معروفة كـأوفا سيتوكاي ياكويندومو. المعلمة يوكوشيما تتحدث عن ابن أختها الصغير. شينو تخبر تاكاتوشي بأن يراقبها بحرص لكي يكون رئيس مجلس الطلبة التالي. شينو تتعامل مع قراءة برجها. المجلس يقوم بتفقد الأندية. أعضاء المجلس يلتقون في عطلة الصيف. يقومون بدور مديري الرياضة لنادي الجودو. المجلس يستضيف مجلس طلبة مدرسة زائرة. |              | |                                           |
| 17 | 4            | "جرو" "Wanko" (わんこ) | 17 يوليو 2012 (مع مجلد المانغا ال7 إ.م.)  |
| 17 | 4            | "ظروف عائلة تسودا" "Tsuda-ka no Jijō" (津田家の事情) | 17 يوليو 2012 (مع مجلد المانغا ال7 إ.م.)  |
| 17 | 4            | "شعور جيد عند احتكاك الشعر المستقيم بحلمتيك، أليس كذلك" "Sutorēto Dato Kega Chikubi ni Kosure te Kimochiii Desuyone" (ストレートだと毛が乳首にこすれて気持ちいいですよね) | 17 يوليو 2012 (مع مجلد المانغا ال7 إ.م.)  |
| كلب سوزو يتحرر ويذهب إلى المدرسة. فتيات المجلس يزرن منزل تاكاتوشي وكوتومي مع اقتراب إعصار. أريا تقيم حفلة ألعاب نارية في منزلها. |              | |                                           |
| 18 | 5            | "تاكاتوشي والحبار المجفف" "Surume to Takatoshi" (スルメとタカトシ) | 15 فبراير 2013 (مع مجلد المانغا ال8 إ.م.) |
| 18 | 5            | "الأشياء المهمة قبل الأزهار" "Hanayori mo Taisetsunamono" (花よりも大切なもの)                                                                                            | 15 فبراير 2013 (مع مجلد المانغا ال8 إ.م.) |
| 18 | 5            | "ألغاز أوساي السبعة" "Ōsai Nanafushigi" (桜才七不思議) | 15 فبراير 2013 (مع مجلد المانغا ال8 إ.م.) |
| 18 | 5            | "نمط" "Gara" (柄) | 15 فبراير 2013 (مع مجلد المانغا ال8 إ.م.) |
| 19 | 6            | "الوعود ليست كافية" "O Yakusoku ja Sumasanai ze" (お約束じゃ済まさないぜ)                                                                                                 | 8 مايو 2013                               |
| 19 | 6            | "المدرسة في الليل" "Yoru no Gakuen" (夜の学園) | 8 مايو 2013                               |
| 19 | 6            | "تاكاتوشي والحبار المجفف (تكملة)" "Surume to Takatoshi" (スルメとタカトシ)                                                                                                | 8 مايو 2013                               |
| 19 | 6            | "مهرجان الأخ الغبي الثقافي" "Ani Baka Bunkasai" (兄バカ文化祭) | 8 مايو 2013                               |
| معروفة أيضاً كـأوفا سيتوكاي ياكويندومو كايتّكتا م.1 أعضاء المجلس يتعاملون مع حر الصيف. السلالم تسبب الكثير من السقوطات. المدرسة تقيم مهرجاناً ثقافياً آخر. أُومي تلعب لعبة الكرة اللينة. شينو والفتيات يشاركن كمتسابقات سيدة أوساي.                                                                                                  |              | |                                           |
| 20 | 7            | "يوم سوزو هاگمورا" "Hagimura Suzu no Ichinichi" (萩村スズの1日) | 10 يوليو 2013                             |
| 20 | 7            | "حديث عن المركبات" "Norimono Danngi" (乗り物談義) | 10 يوليو 2013                             |
| 20 | 7            | "تاكاتوشي والحبار المجفف (تكملة)" "Surume to Takatoshi" (スルメとタカトシ)                                                                                                | 10 يوليو 2013                             |
| 20 | 7            | "شوكولاتة غيورة" "Yakimoki Choko" (やきもきチョコ) | 10 يوليو 2013                             |
| معروفة أيضاً كـأوفا سيتوكاي ياكويندومو كايتّكتا م. 2 تاكاتوشي يصاب بالزكام لذا يجب على سوزو أن تكون الرجل المستقيم ليوم كامل. أعضاء المجلس يقومون بدورية ما بعد المدرسة؛ ديجيما تُقِلهم في سيارة الليموزين. تاكاتوشي يحصل على الشوكولاتة في يوم عيد الحب. شينو وتاكاتوشي يذهبان للتسوق.                                             |              | |                                           |
| 21 | 8            | "صف الخادمة والشعور الذي لا يصدق" "Meido Kyoushitsu to Masaka no Kimochi" (メイド教室とまさかの気持ち)                                                                    | 17 أكتوبر 2013 (مع مجلد المانغا ال9 إ.م.) |
| 21 | 8            | "تاكاتوشي الحبار المجفف (النهاية)" "Surume to Takatoshi" (スルメとタカトシ)                                                                                               | 17 أكتوبر 2013 (مع مجلد المانغا ال9 إ.م.) |
| 21 | 8            | "شينو أماكسا المعلمة طالبة الثانوية" "Joshikousei Amakusa Shino" (女子高生家庭教師 天草シノ)                                                                              | 17 أكتوبر 2013 (مع مجلد المانغا ال9 إ.م.) |
| 21 | 8            | "ثقب المستقبل" "Mirai no Ketsu" (未来の穴) | 17 أكتوبر 2013 (مع مجلد المانغا ال9 إ.م.) |

#### سيتوكاي ياكويندومو *(2014)
| م. في المسلسل | م. في الموسم | العنوان | تاريخ الإصدار الأصلي |
| --- | ------------ | --- | -------------------- |
| 22 | 1            | "تحت أشجار أزهار الكرز، من جديد" "Mata Sakura no Ki no Shita de" (また桜の樹の下で)                           | 4 يناير 2014         |
| 22 | 1            | "الموسم الخامل، يذهب" "Nemunemu no Kisetsu Poro" (ねむねむの季節ポロッ)                                       | 4 يناير 2014         |
| 22 | 1            | "ذئب يتظاهر بأنه قط" "Neko o Kabutta Ōkami" (ねこをかぶったオオカミ)                                          | 4 يناير 2014         |
| ثانوية أوساي تبدأ سنة دراسية جديدة. كلب سوزو، بوا، يزور المدرسة. أخت تاكاتوشي الصغرى تنضم كطالبة في السنة الأولى. أعضاء مجلس الطلبة يقلقون بشأن العلاقات غير المناسبة في المدرسة. مشهد حبار آخر حيث تاكاتوشي يسكب الحليب على نموذج مؤخرة. موتسومي تقوم بجولة قتالية مع توكي، حيث ستنضم توكي لنادي الجودو إن خسرت. |              | |                      |
| 23 | 2            | "كنت أعتني بسوزو هاگيمورا" "Hagimura Suzu o Mimamotteimashita" (萩村スズを見守っていました)                   | 11 يناير 2014        |
| 23 | 2            | "أوساي وإيريو تقوم باجتماع مشترك آخر!" "Ōsai-Eiryō Gakuen Kōryūkai Okawari!" (桜才・英稜学園交流会おかわり!)  | 11 يناير 2014        |
| 23 | 2            | "اجعل مناديلك جاهزة دائماً من أجل الفحص" "Shōjō Chekku Jōbi wa Poke Tisshu" (症状チェック常備はポケティッシュ) | 11 يناير 2014        |
| بعض النكات عن القطع الفنية في المدرسة. سوزو تُصاب بوعكة صحية لذا يجعلها أعضاء المجلس ترتاح في مشفى المدرسة. شينو تُري أُومي الأماكن المختلفة في المدرسة، لكنهما تفسران كل مكان بشيء جنسي. أُومي توضح بعض القلق بشأن موقع حمامات الرجال. أريا تقيم فقرة توقع شيء اعتماداً على صورته الظلية. نكات عن الحساسية ولوحة الماوس. تاكاتوشي يصنع ملصقاً. الفتيات يطلبن المناديل من تاكاتوشي. أُومي تسأل تاكاتوشي إن كانت هناك فتاة يحبها. ومتابعة لحلقة الحبار حيث تنتهي هاتا من دورها لكن أريا تظهر. |              | |                      |
| 24 | 3            | "نائبة الرئيسة لثلاثة أيام" "Mikka Fukukaichō" (三日副会長)                                                   | 18 يناير 2014        |
| 24 | 3            | "آنسة جميلة" "Chindara Kanushama yo" (ちんだら かぬしゃまよ)                                                  | 18 يناير 2014        |
| تاكاتوشي يطلب من كوتومي العمل كنائبة الرئيسة أثناء ذهاب صفه إلى أوكيناوا. نيني وبعض النكات المتمحورة حول جهازها. كوتومي تنضم لأريا وشينو في التفقد الصباحي. أثناء سياحة الطلاب في أوكيناوا، تظهر هاتا وتطلب من تاكاتوشي تفقد معلمين يبدوان متغازلين مع بعضهما البعض. سوزو تنفصل عن المجموعة؛ الطلاب والمعلمون يبحثون عنها. عند فزع يوكوشيما بشأن عرض قضيب مرقط، عثرا على سوزو. شينو تفكر فيما إذا كان بإمكانها الاتصال بتاكاتوشي. في اليوم التالي، يزور الصف منارة ويستمتعون في الشاطئ؛ شينو، أريا وكوتومي يقمن بنفس الشيء. الطلاب يطعمون الأسماك تحت الماء وهو يرتدون خوذات غوص. كوتومي تسأل شينو ما إذا كانت هي وتاكاتوشي يتواعدان، لذا اتصلت شينو به. عند عودة تاكاتوشي وسوزو، يتشاركان بعض الوجبات الخفيفة التي اشترياها. |              | |                      |
| 25 | 4            | "نقطة نقطة نقطة توكيد" (強調部位ブイブイブイ)                                                                 | 25 يناير 2014        |
| 25 | 4            | "ذيل-موي" (萌えテイル)                                                                                        | 25 يناير 2014        |
| 25 | 4            | "دائماً يُغش في مستويات رائدة" (画期的ズルむけ)                                                                 | 25 يناير 2014        |
| أُومي تظهر في المدرسة بملابس شينو الرياضية، حيث أن ملابسها تبللت بسبب المطر. تقوم بمراقبة أعضاء المجلس يقومون بنشاطاتهم في المكتب. هاتا تُجري مقابلة معها. شينو وتاكاتوشي يمشيان في الأروقة. كايدي تقوم بدورة حيث تمشي في الأروقة وتراقب كلاً من فتيات مجلس الطلبة. في فقرة الحبار، تاكاتوشي يقترب من أريا، التي تهرب منه بعيداً. نيني تقيم فقرة عامة عن تاريخ القضبان الاصطناعية. تاكاتوشي والبقية يدرسون في المكتبة. تاكاتوشي وكوتومي عليهما القيام باختبارات تحسين الدرجات، لذا يقومان بجلسة دراسية مع فتيات المجلس في منزلهما. أريا تقدم فقرة "ما هذا؟"؛ الشيء هو هزاز. من أجل الأسبوع الذهبي، يزور أعضاء المجلس حديقة ملاهي شركة أريا ويختبرون الألعاب. بعد ذلك، يستمتعون بالعشاء.                                           |              | |                      |
| 26 | 5            | "أسلوب دعم" (支えスタイル)                                                                                    | 1 فبراير 2014        |
| 26 | 5            | "خلع ثم انتصاب" (ぬぎあと もっこり)                                                                           | 1 فبراير 2014        |
| 26 | 5            | "فتيات مقاتلات" (戦う少女達)                                                                                  | 1 فبراير 2014        |
| أعضاء المجلس يتحدثون عن الطعام وجو الصيف. مجموعة من النكات من المانغا. بدأت السماء تمطر. هاتا تصور أعضاء المجلس وهم يستعرضون ملابس السباحة الجديدة. في طريق عودتهم، يمرون خلال حديقة. فتيات الجودو يقمن بتمرين ماراثون بالركض داخل المدينة، لكن توكي تضيع. قط شارد يزور المدرسة. المجلس يقيم اجتماع توديع لنادي الجودو. |              | |                      |
| 27 | 6            | "رئيسة مجلس الطلبة: أيدول" (アイドル生徒会長)                                                                 | 8 فبراير 2014        |
| 27 | 6            | "عنصر الهجوم النبض" (攻撃アイテムビクッビクン)                                                                | 8 فبراير 2014        |
| شينو يُعرَض عليها أن تصير أيدول يابانية. تتخيل حياتها كواحدة، حيث تتأقلم مع الطاقم وتقوم بعمل جيد في المهام الموكلة لها، بما فيها الاستعراض والغناء في الحفلات. لكن عندما ترى تاكاتوشي يواعد فتاة تشابهها، تستيقظ من حلمها وترفض العرض. الفتيات يتأملن استراتيجيات الدفاع عن النفس ويأخذن دروساً من نادي الجودو. إيگاراشي بالأخص قلقة حيث يعني ذلك أن عليها التفاعل مع تاكاتوشي. أريا تبدأ لعبة تخمين أخرى تتمحور حول ما يجري داخل سيارة مشبعة بالبخار وسط الزحام. في فقرة تاكاتوشي والحبار المجفف، سوزو تساعد تاكاتوشي في التنظيف. أريا والفتيات الأخريات قلقات بشأن ما قد شهدن. |              | |                      |
| 28 | 7            | "لقد قلت شيئاً رائعاً" (上手いこといってやったぜ)                                                               | 15 فبراير 2014       |
| 28 | 7            | "الذي يصنعك هو أنت" (君を照らす大きい存在)                                                                    | 15 فبراير 2014       |
| 28 | 7            | "أجل، لقد خرج" (見たまんま たれ流し)                                                                          | 15 فبراير 2014       |
| شينو وأريا تبيعان دراجة س.ي.د. هوائية. نكات عن الكتابة. المجلس يستلم بعض الهدايا من أندية مختلفة. شينو تجرب أندية مختلفة وتكتشف أنها جيدة في كل شيء. تاكاتوشي وكوتومي يخرجان مقراباً؛ فتيات المجلس ينضمن إليهما للنظر إلى النجوم. المجلس يجهز مسبح المدرسة للاستعمال. يوم افتتاح المسبح، نسيت شينو إحضار ملابسها الداخلية. تاكاتوشي وكوتومي يقارنان درجاتهما. يوكوشيما تعلم درساً في الإنجليزية. |              | |                      |
| 29 | 8            | "العب بالماء وبلل ملابسك" (波との戯れ びちょびちょだぜ)                                                       | 22 فبراير 2014       |
| 29 | 8            | "جناح متعدد الاستعمالات" (万能ウィング)                                                                       | 22 فبراير 2014       |
| 29 | 8            | "ليلة صيفية، صباح صيفي" (夏の夜 夏の朝)                                                                       | 22 فبراير 2014       |
| أعضاء المجلس يذهبون إلى الشاطئ مجدداً، هذه المرة لمساعدة يوكوشيما في استكشاف المكان من أجل رحلة مدرسية. يوكوشيما تطارد فتىً وتسكر مجدداً لذا عليهم البقاء في نزل. في الليل، يقومون باختبار شجاعة، الأمر المرعب لسوزو. يسمعون أيضاً نقراً غامضاص على الجدار. بعد ذلك، يزورون منزل تاكاتوشي للدراسة. المجلس يعد اختراعات من أجل احتفال المدرسة. شينو تشعر بالوحدة وتتصل للجميع على حدة وتتحدث معهم. سوزو تقوم بجلسة دراسية ليلية ويأخذون استراحة للمشي مع بوا. فقرة تاكاتوشي والحبار المجفف: حيث يحاول أن يشرح لسوزو لكنهما شوهدا من قبل الفتيات الأخريات. تاكاتوشي يواجه كوتومي بشأن الصورة المعدلة حيث يقف مرتدياً سروالاً صغيراً كرجل كمال أجسام.                                                                                    |              | |                      |
| 30 | 9            | "رانكو هاتا تفعلها" "Hata Ranko kamasu" (畑ランコ カマす)                                                     | 1 مارس 2014          |
| 30 | 9            | "الخريجة الأنثى رهيبة للغاية" (OGはチョベリグ)                                                                | 1 مارس 2014          |
| 30 | 9            | "فهمت الأمر خطأ" (ぐーぜん誤解 いただき中)                                                                    | 1 مارس 2014          |
| أعضاء المجلس يساعدون هاتا بملء المقالات من أجل صحيفة المدرسة. يجرون مقابلة مع المعلمين عن عبارات صعبة القول. يشكون بأن المعلمين دايمون وميتشيشتا زوج، وأثناء الاستجواب، يكتشفون أنهما مخطوبان. رئيسة مجلس الطلبة السابقة فورويا تزور أوساي وتدعو المجلس لمهرجان في جامعتها. يلتقون الفتيات من تريبل بوكينگ. أُومي وتاكاتوشي يكتشفان أنهما يحضران نفس العرس وأنهما سيصيران قريبين. فقرة أريا "ما هذا؟". |              | |                      |
| 31 | 10           | "فطر تسودا كان كالمتوقع" (津田キノコは想定内)                                                                 | 8 مارس 2014          |
| 31 | 10           | "الريش يطير" (羽根が飛ぶ)                                                                                     | 8 مارس 2014          |
| 31 | 10           | "كيف هو الشعور عندما تكون يقطيناً" (カボチャの気持ち)                                                          | 8 مارس 2014          |
| أعضاء المجلس ينظفون غرفتهم. عندما ذكرت شينو أن توفير المال بالذهاب إلى أسواق المزارعين المحليين هو شيء تقول به المرأة الجيدة، استضافت أريا المجلس وكوتومي لمنطقتها الجبلية حيث يجمعون الفطر البري ونباتات أخرى قابلة للأكل. إطراءات تاكاتوشي غير المتعمدة بشأن جرس سوزو هاگيمورا يجعلها مرتبكة. يقيمون في كوخ العائلة. يقوم أعضاء المجلس ببعض التمارين ويستضيفون المفقودات. المجلس يستعد لاحتفالات الهالووين ويتنكرون. المطر يكاد يلغي مسابقتهم التنكرية، لكن الجو يصفو في الوقت المناسب. |              | |                      |
| 32 | 11           | "ردة فعل نقية لمصطلح عائد" (裏用語に純反応)                                                                   | 15 مارس 2014         |
| 32 | 11           | "هذا يحدث في بعض البلدان" (一部の国ではそうらしいです)                                                        | 15 مارس 2014         |
| 32 | 11           | "العبوا بالثلج، يا ورثة سانتا!" (雪と戯れ サンタの末裔)                                                       | 15 مارس 2014         |
| أعضاء المجلس يراجعون بعض قواعد المدرسة. يخططون لتفقدات أندية مفاجئة لكنهم قلقون بشأن التسريبات. يحاولون استعمال رمز سري بشأن العلويات والسفليات، الذي يُفسَّر خطأ من قبل هاتا. تاكاتوشي يساعد شينو مع هاتفها النقال لكنها يُصدَم بسبب رسالتها. المجلس وكوتومي يزورون مدرسة إيريو الثانوية من أجل احتفالهم الثقافي. مع حلول الشتاء، يقوم أعضاء المجلس بإزالة الثلج ويقيمون حفلة حساء في الظلام في منزل تاكاتوشي. في الليل، شينو تتنكر كسانتا وتعطي هدايا للجميع. |              | |                      |
| 33 | 12           | "إنها سنة جديدة سعيدة!" (あけおめだよ)                                                                        | 22 مارس 2014         |
| 33 | 12           | "ما المطلوب لتقف فوق أحد" (人の上に立つ器)                                                                    | 22 مارس 2014         |
| 33 | 12           | "ع*راء" (どう○い)                                                                                             | 22 مارس 2014         |
| 33 | 12           | "لا أصدق أنك تغسل ذلك" (それを洗うなんてとんでもない)                                                         | 22 مارس 2014         |
| أعضاء المجلس يزورون تخفيضات رأس السنة. يتحدثون عن قرارات السنة الجديدة. فقرة تاكاتوشي والحبار المجفف تعود: تاكاتوشي يزيل الغرين الحليبي من على معطف سوزو. نكات عن الأحذية والغداء. موتسومي تتطوع لتصير مديرة نادي الجودو، وتقوم بنشاطات أخرى مع الفريق. ديجيما تعلم فتيات المجلس كيفية إعداد الشوكولاتة لتاكاتوشي. درس نيني التاريخي عن ساق نبات بشكل قضيب اصطناعي. أثناء التسوق من أجل هدايا اليوم الأبيض، تاكاتوشي يلتقي أُومي، ومن ثَم تجتمع الفتيات الأخريات. لختام فقرات تاكاتوشي والحبار المجفف، تاكاتوشي يتفقد الفتيات من أجل أعذار. شينو تعد الغداء لعائلة تسودا. بعد ذلك، عندما قال تسودا وداعاً لشينو، التقى فجأة بأُومي، مما جعل الفتيات يشعرن بالغيرة.                                                                |              | |                      |
| 34 | 13           | "كيف تتحدث عن الحب جيداً" (正しい恋バナ)                                                                       | 29 مارس 2014         |
| 34 | 13           | "هجوم بعيد المدي" (遠距離アタック)                                                                            | 29 مارس 2014         |
| 34 | 13           | "إظهار الشعر" (毛のラインナリ)                                                                                | 29 مارس 2014         |
| 34 | 13           | "سماء أزهار الكرز" (桜の空)                                                                                   | 29 مارس 2014         |
| تاكاتوشي يتفاجأ بوجود أُومي في منزله، جاهزة لإعداد العشاء. شينو تصل بالطعام والفتاتان في منافسة ودية. يشاهدون دي في دي لفيلم قديم ويبقون ليلاً. أريا وسوزو تزورانه اليوم التالي وتساعدان في التنظيف. هاتا تحاول اكتشاف بعض الشعارات لأعضاء المجلس، والإشاعات تظهر بشأن تاكاتوشي وشينو. إيگاراشي تنزلق على السلم لكن تاكاتوشي ينقذها. أثناء ذهاب شينو وأريا للتخرج، تاكاتوشي وسوزو يقومان ببعض نشاطات المجلس بمفردهما. تاكاتوشي وسوزو يلحقان بأريا وشينو ويسألانهما عن سبب مغادرتهما بدون وداع. حينها تكشفان أنهما لم تتخرجا بعد (كانت نهاية سنة تاكاتوشي الأولى) وأنهما في الواقع تقومان بلف السوشي، التي تقومان بقول نكات قذرة عنها.                                                                                           |              | |                      |

#### أوفا (2014-)
| م. في المسلسل | م. في الموسم | العنوان                                              | تاريخ الإصدار الأصلي                        |
| ------------- | ------------ | ---------------------------------------------------- | ------------------------------------------- |
| 35            | 1            | "1 ضد 1" (1対1)                                      | 16 مايو 2014 (مع الإصدار المحدود للمجلد 10) |
| 35            | 1            | "تصفيق - صفع" "Pachipachi Panpan" (パチパチパンパン) | 16 مايو 2014 (مع الإصدار المحدود للمجلد 10) |

## وصلات خارجية
- سيتوكاي ياكويندومو على موقع ANN manga (الإنجليزية)

- موقع المانغا الرسمي (باليابانية)
- موقع الأنمي الرسمي (باليابانية)

لم يتم العثور على روابط لمواقع التواصل الاجتماعي.